# S/2006 S 3
S/2006 S 3 este un satelit natural al lui Saturn. Descoperirea sa a fost anunțată de Scott S. Sheppard⁠(d), David C. Jewitt⁠(d), Jan Kleyna⁠(d) și Brian G. Marsden pe 26 iunie 2006 din observațiile efectuate între ianuarie și aprilie 2006.
S/2006 S 3 are aproximativ 6 kilometri în diametru și orbitează în jurul lui Saturn la o distanță medie de 21.308.400 km în 1160,7 zile, la o înclinație de 152,8° față de ecliptică, într-o direcție retrogradă și cu o excentricitate de 0,4707. 
Satelitul a fost odată considerat pierdut în 2006, deoarece nu a fost văzut de la descoperirea sa.    Satelitul a fost ulterior recuperat și anunțat în octombrie 2019. 